# Kärnten
Carinthia (tiếng Đức: Kärnten), là bang cực nam của Cộng hòa Áo. Nằm ở sườn Đông của dãy Alps, Carinthia là một điểm đến du lịch về mùa hè được yêu thích, nổi tiếng bởi phong cảnh núi và hồ: hồ lớn Wörthersee, Millstätter See, Ossiacher See và Weißensee.
Thủ phủ là thành phố Klagenfurt nằm bên hồ Wörthersee. Kärnten có biên giới: phía Tây với tiểu bang Tirol, phía Bắc với tiểu bang Salzburg, phía Bắc và Đông với tiểu bang Steiermark và phía Nam với các nước Ý (giáp vùng Friuli-Venezia Giulia) và Slovenia (giáp các hạt Drava, Carinthia, Savinja và Thượng Carniola).
Ngôn ngữ chính được sử dụng tại đây là tiếng Đức. Phương ngữ của vùng thuộc nhóm Nam Bavaria. Riêng đối với phương ngữ Slovenia vùng Carinthia, vốn được nói phổ biến tại phía nam của khu vực này vào trước thế kỷ 20, ngày nay chỉ còn được sử dụng trong một nhóm người thiểu số.

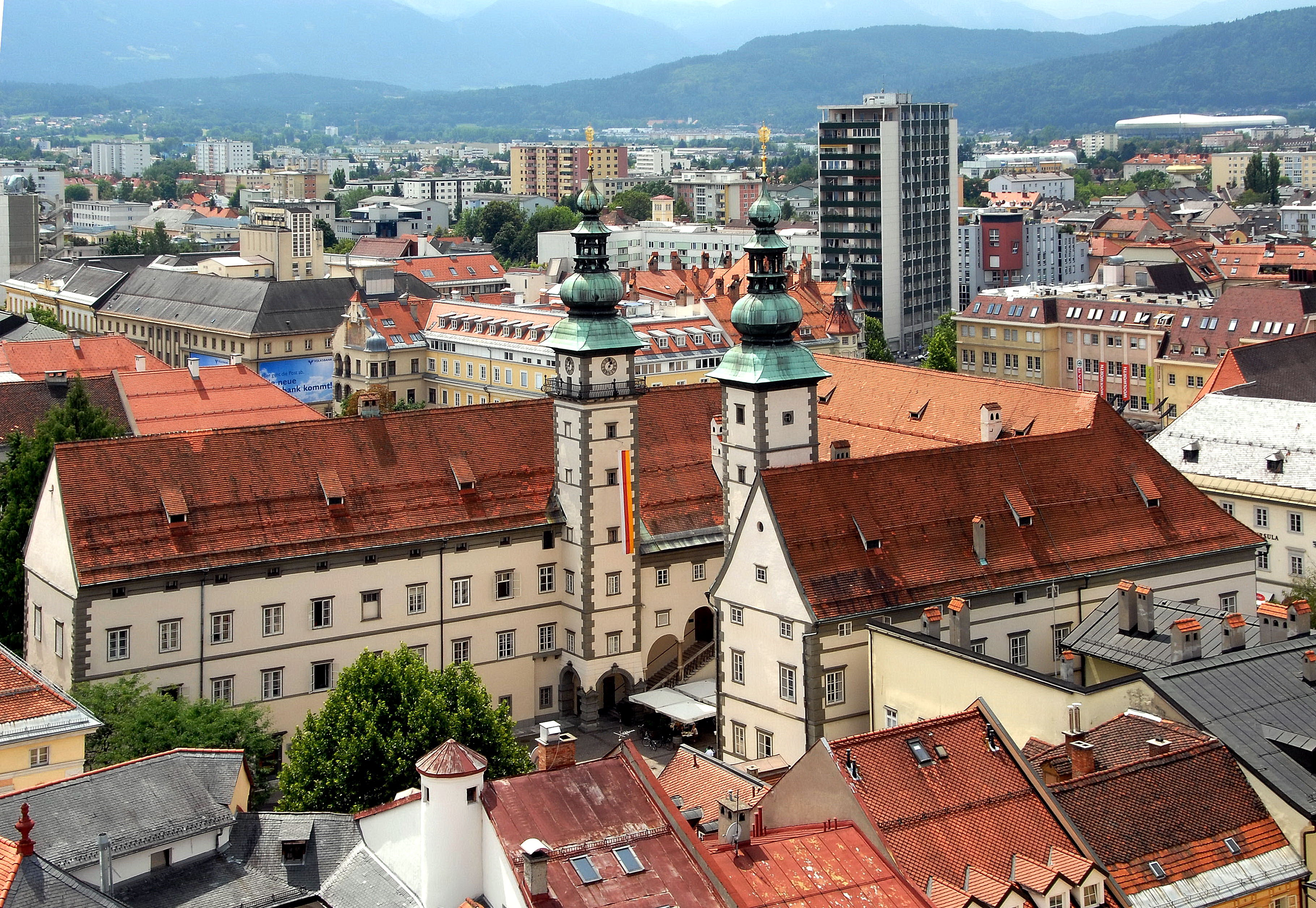
trụ sở của Nghị hội bang Carinthia ở Klagenfurt
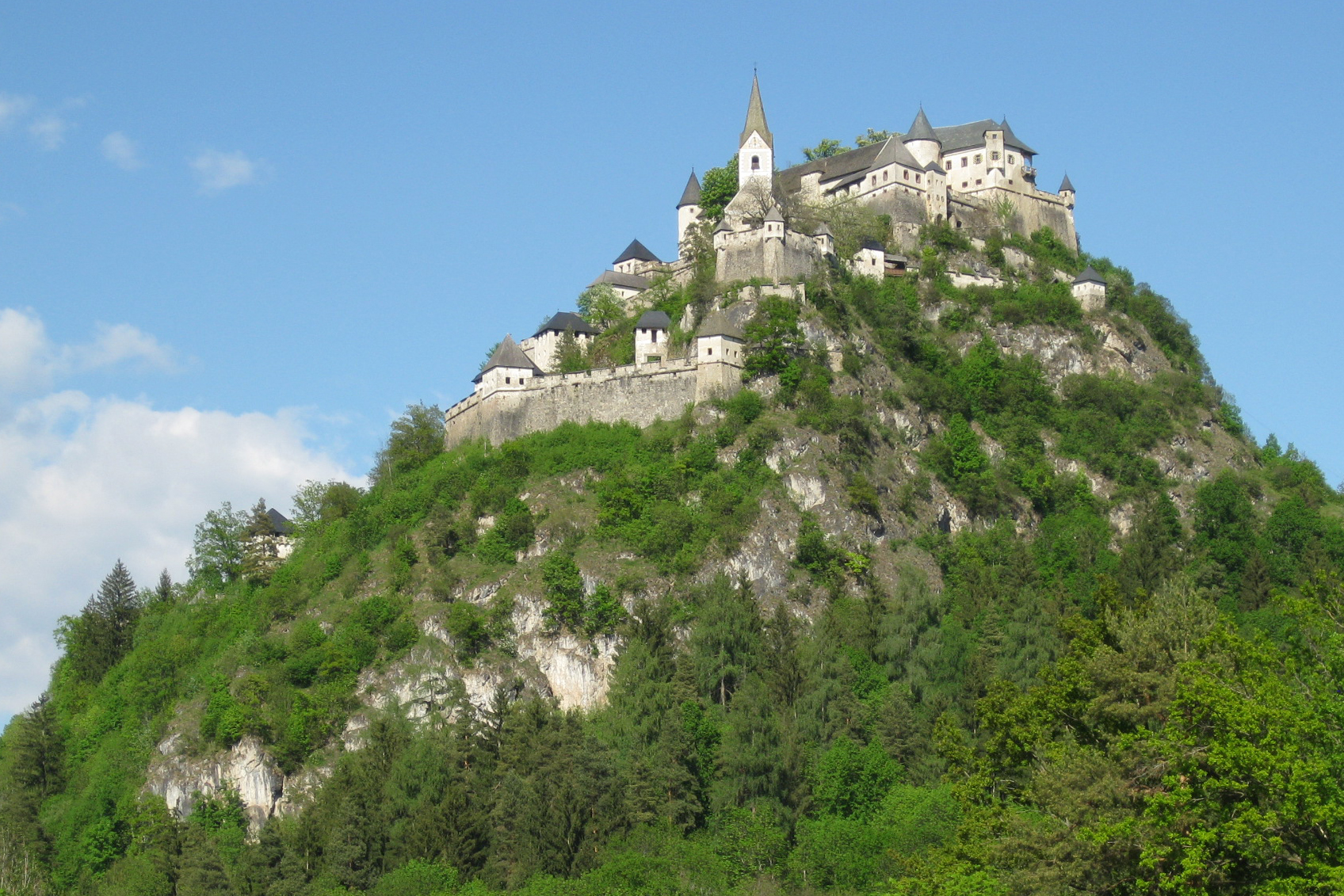
Lâu đài Hochosterwitz
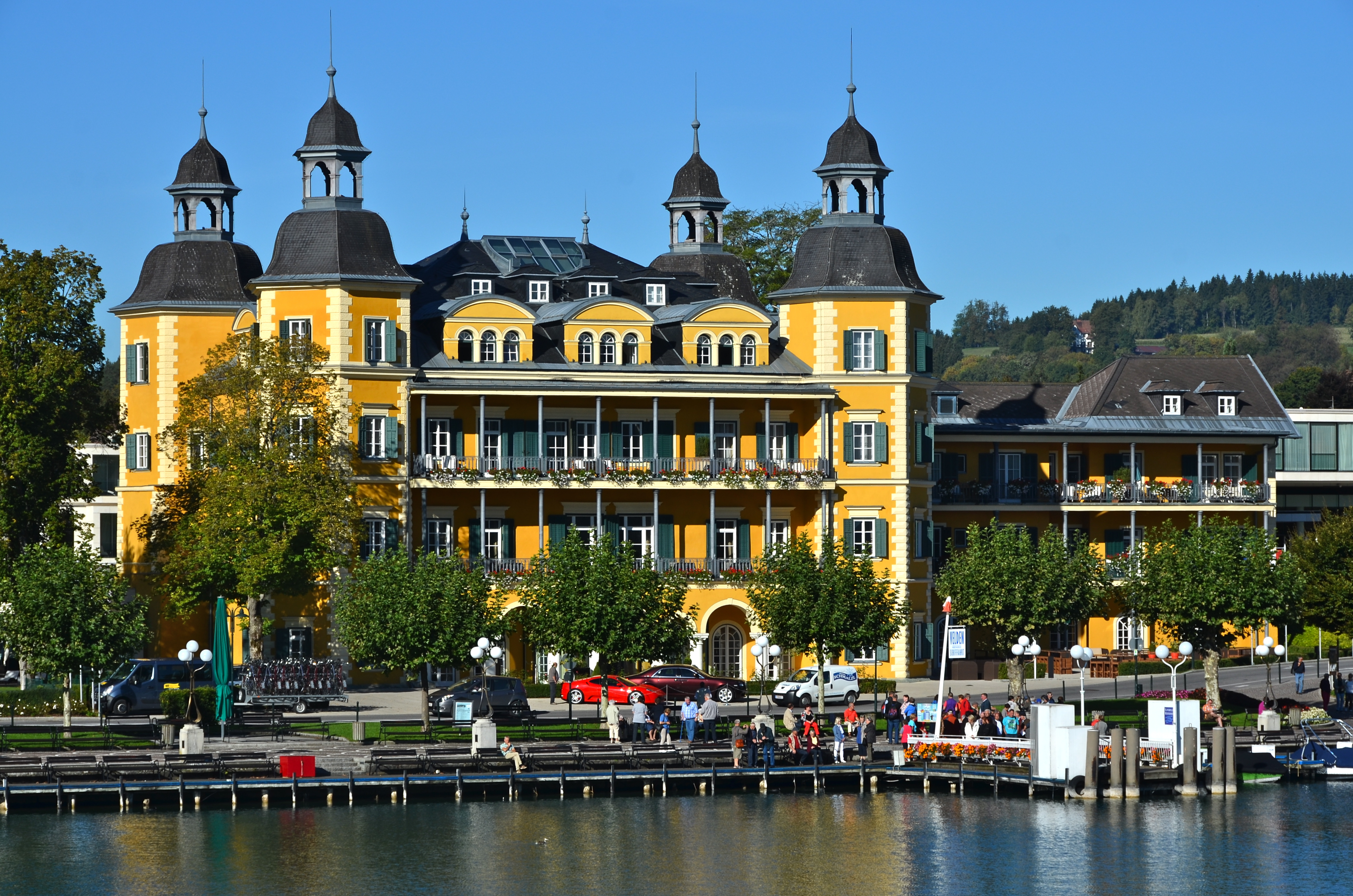
Lâu đài Velden
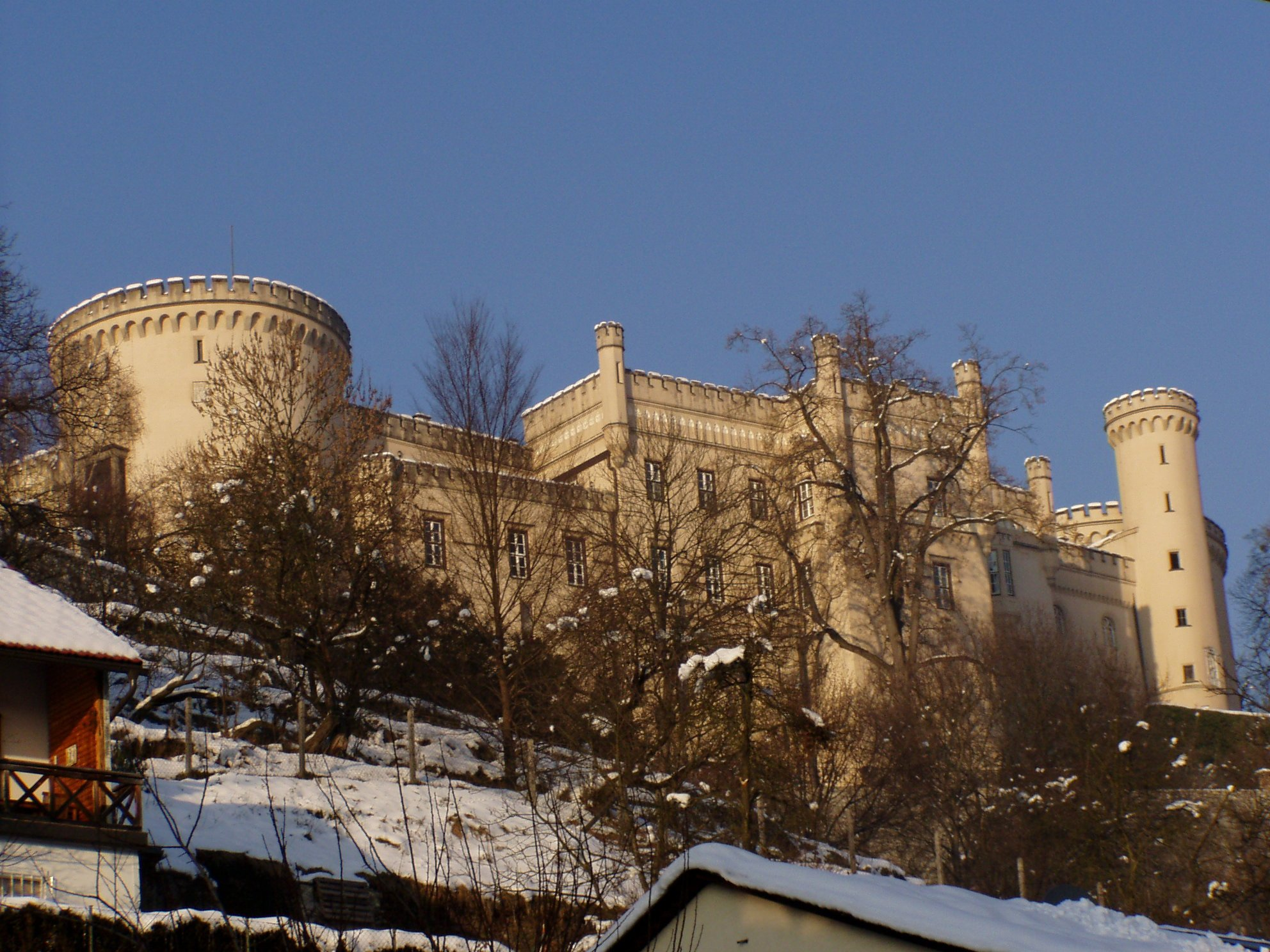
Lâu đài ở Wolfsberg
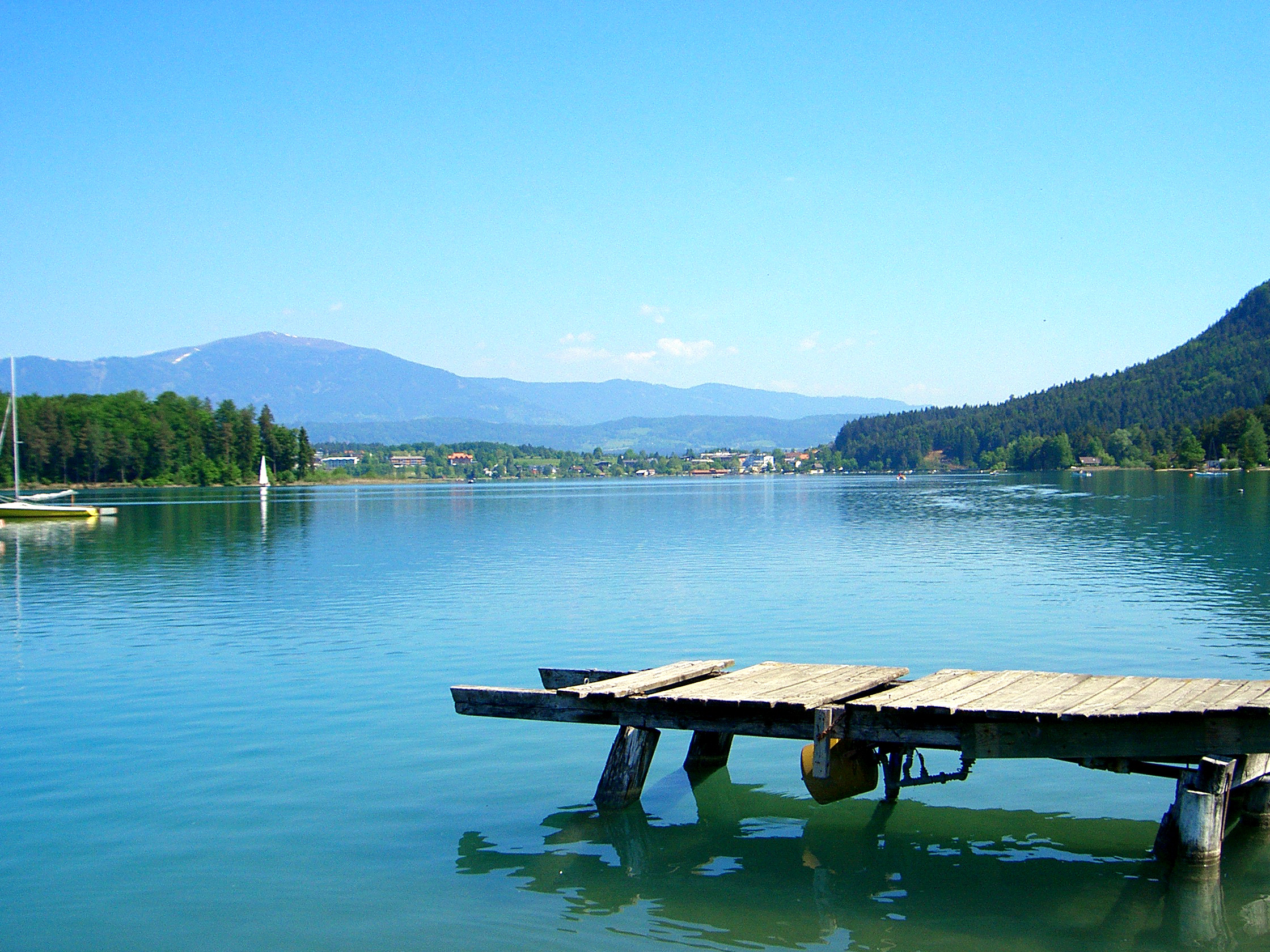
Hồ Faaker See- Nhìn về phía Bắc
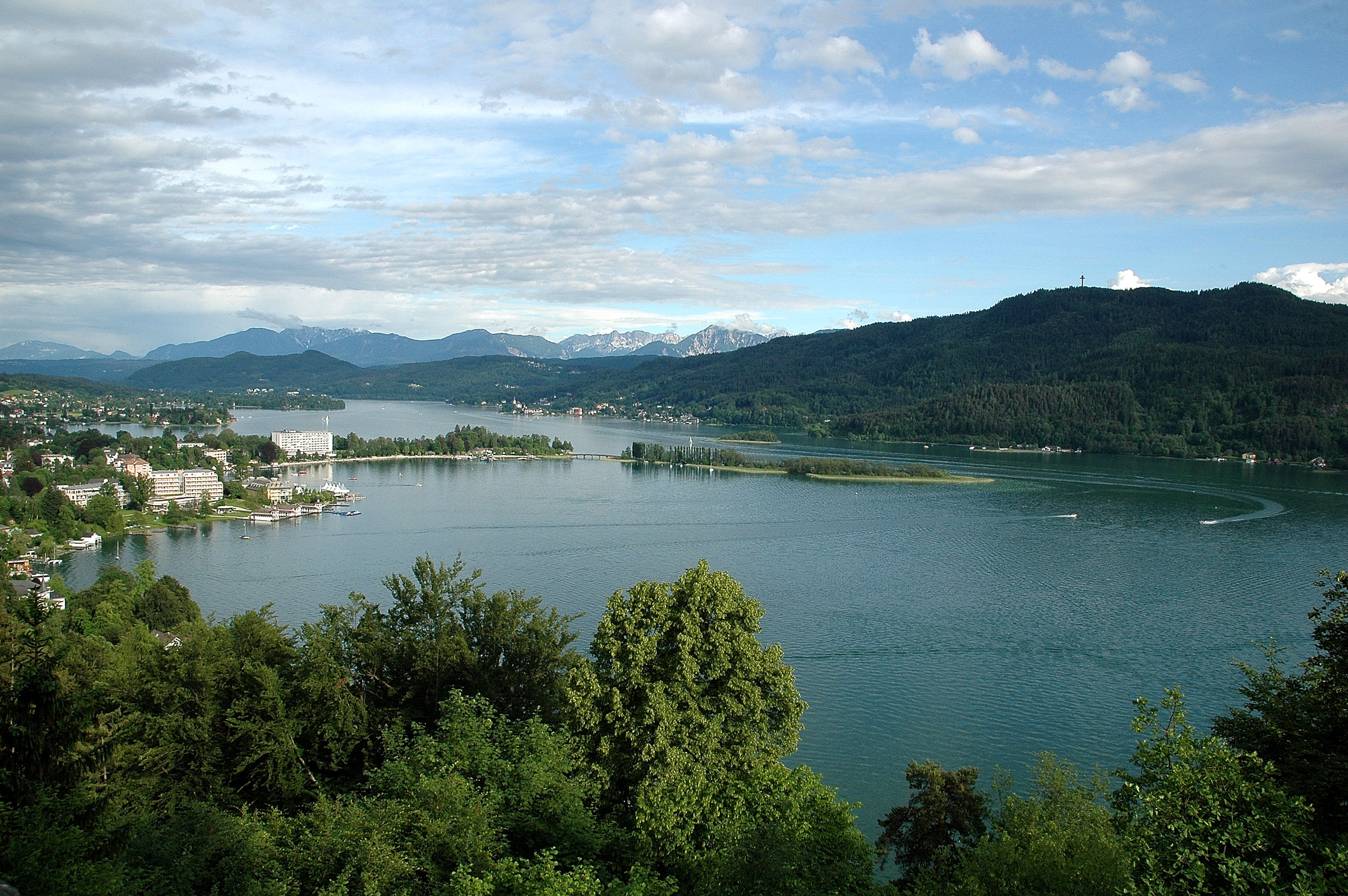
Hồ Wörthersee